# OpenMP
OpenMP (Open Multi-Processing) — открытый стандарт для распараллеливания программ на языках Си, C++ и Фортран. Даёт описание совокупности директив компилятора, библиотечных процедур и переменных окружения, которые предназначены для программирования многопоточных приложений на многопроцессорных системах с общей памятью.
Разработка спецификаций стандарта ведётся некоммерческой организацией OpenMP Architecture Review Board (ARB), в которую входят все основные производители процессоров, а также ряд суперкомпьютерных лабораторий и университетов. Первая версия спецификации вышла в 1997 году, предназначалась только для Фортрана, в следующем году вышла версия для Си и C++.
OpenMP реализует параллельные вычисления с помощью многопоточности, в которой ведущий (англ. master) поток создаёт набор ведомых потоков, и задача распределяется между ними. Предполагается, что потоки выполняются параллельно на машине с несколькими процессорами (количество процессоров не обязательно должно быть больше или равно количеству потоков).
Задачи, выполняемые потоками параллельно, так же, как и данные, требуемые для выполнения этих задач, описываются с помощью специальных директив препроцессора соответствующего языка — «прагм». Например, участок кода на
Фортране, который должен исполняться несколькими потоками, каждый из которых имеет свою копию переменной N, предваряется следующей директивой: !$OMP PARALLEL PRIVATE(N)
Количество создаваемых потоков может регулироваться как самой программой при помощи вызова библиотечных процедур, так и извне, при помощи переменных окружения.
Ключевые элементы стандарта:
- конструкции для создания потоков (директива parallel),
- конструкции распределения работы между потоками (директивы DO/for и section),
- конструкции для управления работой с данными (выражения shared и private для определения класса памяти переменных),
- конструкции для синхронизации потоков (директивы critical, atomic и barrier),
- процедуры библиотеки поддержки времени выполнения (например, omp_get_thread_num),
- переменные окружения (например, OMP_NUM_THREADS).

## Примеры
Программа на Фортране-77, создающая заранее неизвестное число потоков (оно определяется переменной окружения OMP_NUM_THREADS перед запуском программы), каждый из которых выводит приветствие вместе со своим номером; ведущий поток (имеющий номер 0) также выводит общее число потоков, но только после того, как все они «пройдут» директиву BARRIER:
```
      
PROGRAM 
HELLO

      
INTEGER 
ID
,
 
NTHRDS

      
INTEGER 
OMP_GET_THREAD_NUM
,
 
OMP_GET_NUM_THREADS

C$OMP
 
PARALLEL
 
PRIVATE
(
ID
)

      
ID
 
=
 
OMP_GET_THREAD_NUM
()

      
PRINT
 
*
,
 
'HELLO WORLD FROM THREAD'
,
 
ID

C$OMP
 
BARRIER

      
IF
 
(
 
ID
 
.
EQ
.
 
0
 
)
 
THEN

        
NTHRDS
 
=
 
OMP_GET_NUM_THREADS
()

        
PRINT
 
*
,
 
'THERE ARE'
,
 
NTHRDS
,
 
'THREADS'

      
END IF

C$OMP
 
END 
PARALLEL

      
END

```

Программа на Си, складывающая в десять потоков массив a с массивом b (компилируется с использованием gcc-4.4 и более новых версий с флагом -fopenmp):
```
#include
 
<stdio.h>

#include
 
<omp.h>

#define N 100

int
 
main
(
int
 
argc
,
 
char
 
*
argv
[])

{

  
double
 
a
[
N
],
 
b
[
N
],
 
c
[
N
];

  
int
 
i
;

  
omp_set_dynamic
(
0
);
      
// запретить библиотеке openmp менять число потоков во время исполнения

  
omp_set_num_threads
(
10
);
 
// установить число потоков в 10

  
// инициализируем массивы

  
for
 
(
i
 
=
 
0
;
 
i
 
<
 
N
;
 
i
++
)

  
{

      
a
[
i
]
 
=
 
i
 
*
 
1.0
;

      
b
[
i
]
 
=
 
i
 
*
 
2.0
;

  
}

  
// вычисляем сумму массивов

#pragma omp parallel for shared(a, b, c) private(i)

   
for
 
(
i
 
=
 
0
;
 
i
 
<
 
N
;
 
i
++
)

     
c
[
i
]
 
=
 
a
[
i
]
 
+
 
b
[
i
];

  
printf
(
"%f
\n
"
,
 
c
[
10
]);

  
return
 
0
;

}

```

## Реализации
OpenMP поддерживается многими современными компиляторами.
Компиляторы Sun Studio поддерживают спецификацию OpenMP 2.5 с поддержкой операционной системы Solaris; поддержка Linux запланирована на следующий выпуск[уточнить]. Эти компиляторы создают отдельную процедуру из исходного кода, располагающегося под директивой parallel, а вместо самой директивы вставляют вызов процедуры __mt_MasterFunction_ библиотеки libmtsk, передавая ей адрес искусственно созданной. Таким образом, разделяемые (shared) данные могут быть переданы последней по ссылке, а собственные (private) объявляются внутри этой процедуры, оказываясь независимыми от своих копий в других потоках. Процедура __mt_MasterFunction_ создает группу потоков (количеством 9 в приведенном выше примере на языке C), которые будут выполнять код конструкции parallel, а вызвавший её поток становится главным в группе. Затем главный поток организовывает работу подчиненных потоков, после чего начинает выполнять пользовательский код сам. Когда код будет выполнен, главный поток вызывает процедуру _mt_EndOfTask_Barrier_, синхронизирующую его с остальными.
Visual C++ 2005 и 2008 поддерживает OpenMP 2.0 в редакциях Professional и Team System, 2010 — в редакциях Professional, Premium и Ultimate, 2012 — во всех редакциях.
В GCC начиная с версии 4.2 реализована поддержка OpenMP для Си, C++ и Фортрана (на базе gfortran), а некоторые дистрибутивы (такие как Fedora Core 5) включили поддержку в GCC 4.1. В Clang и LLVM 3.7 поддерживается OpenMP 3.1..
Intel C++ Compiler, Intel Fortran Compiler и Intel Parallel Studio поддерживают версию OpenMP 3.0, а также Intel Cluster OpenMP для программирования в системах с распределённой памятью. Существуют также реализации в компиляторах IBM XL compiler, PGI (Portland group), Pathscale, HP[уточнить].